# Läänemaa
Prowincja Lääne (est. Lääne maakond) – jedna z 15 prowincji w Estonii, znajdująca się w zachodniej części kraju, z dostępem do Morza Bałtyckiego.

## Podział administracyjny
Prowincja jest podzielona na 3 gminy:
Gminy miejskie:
1. Haapsalu

Gminy wiejskie:
1. Lääne-Nigula
2. Vormsi

Wcześniej, przed reformą administracyjną z 2017 roku, była podzielona na 12 gmin:
- Miejskie: Haapsalu
- Wiejskie: Hanila, Kullamaa, Lihula, Martna, Noarootsi, Nõva, Oru, Ridala, Risti, Taebla, Vormsi

## Galeria

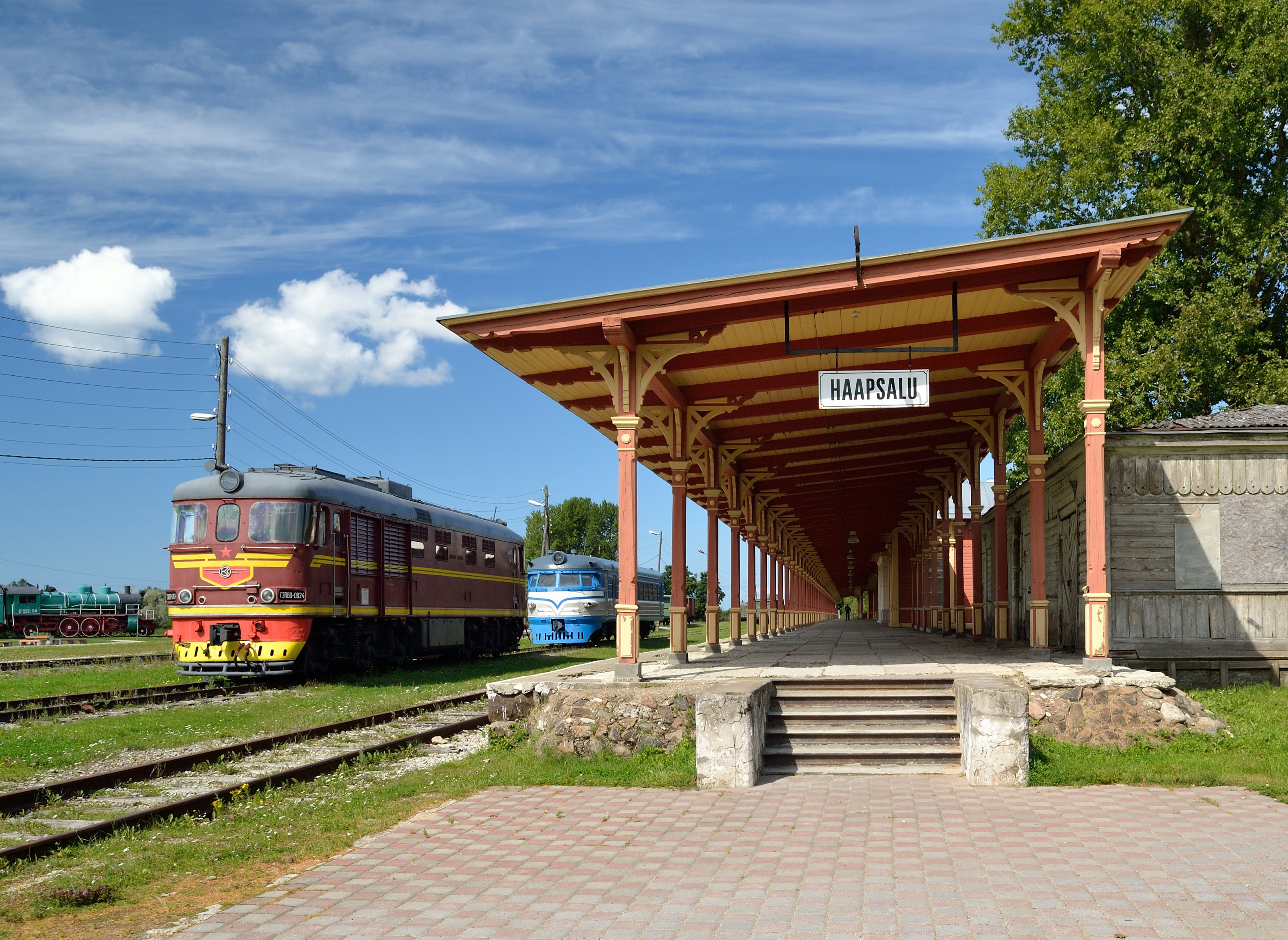
Haapsalu
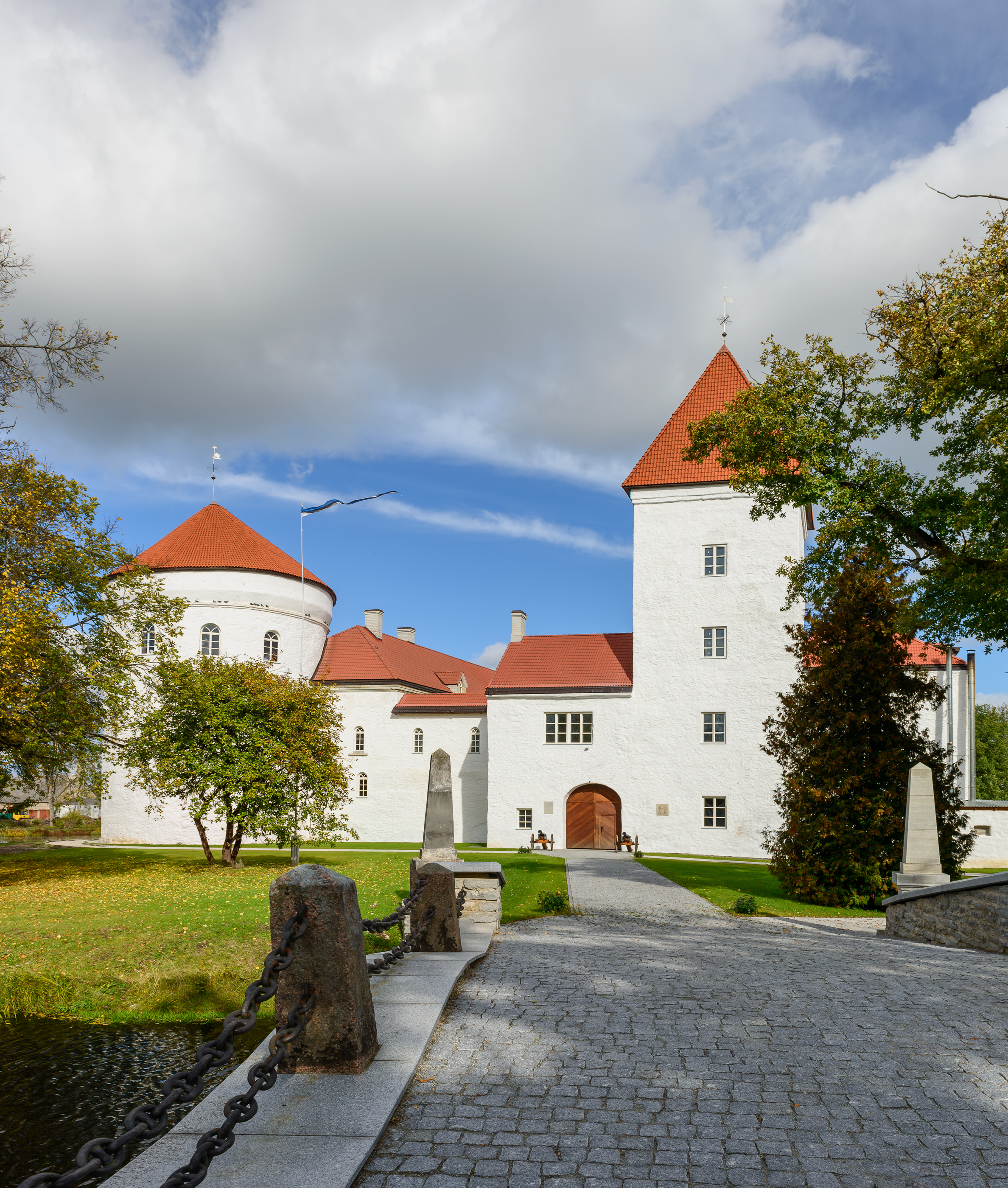
Koluvere
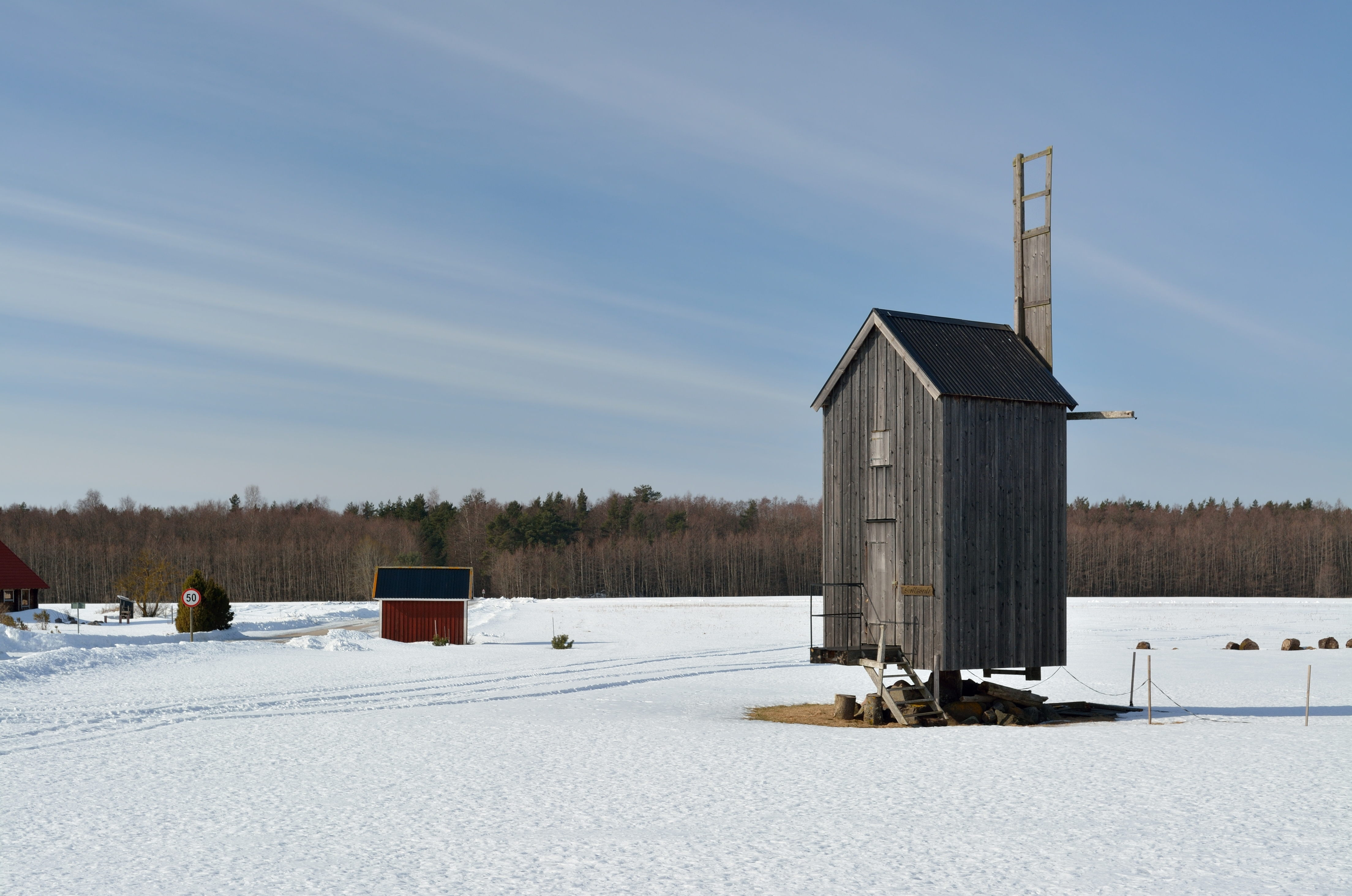
Rälby, Vormsi
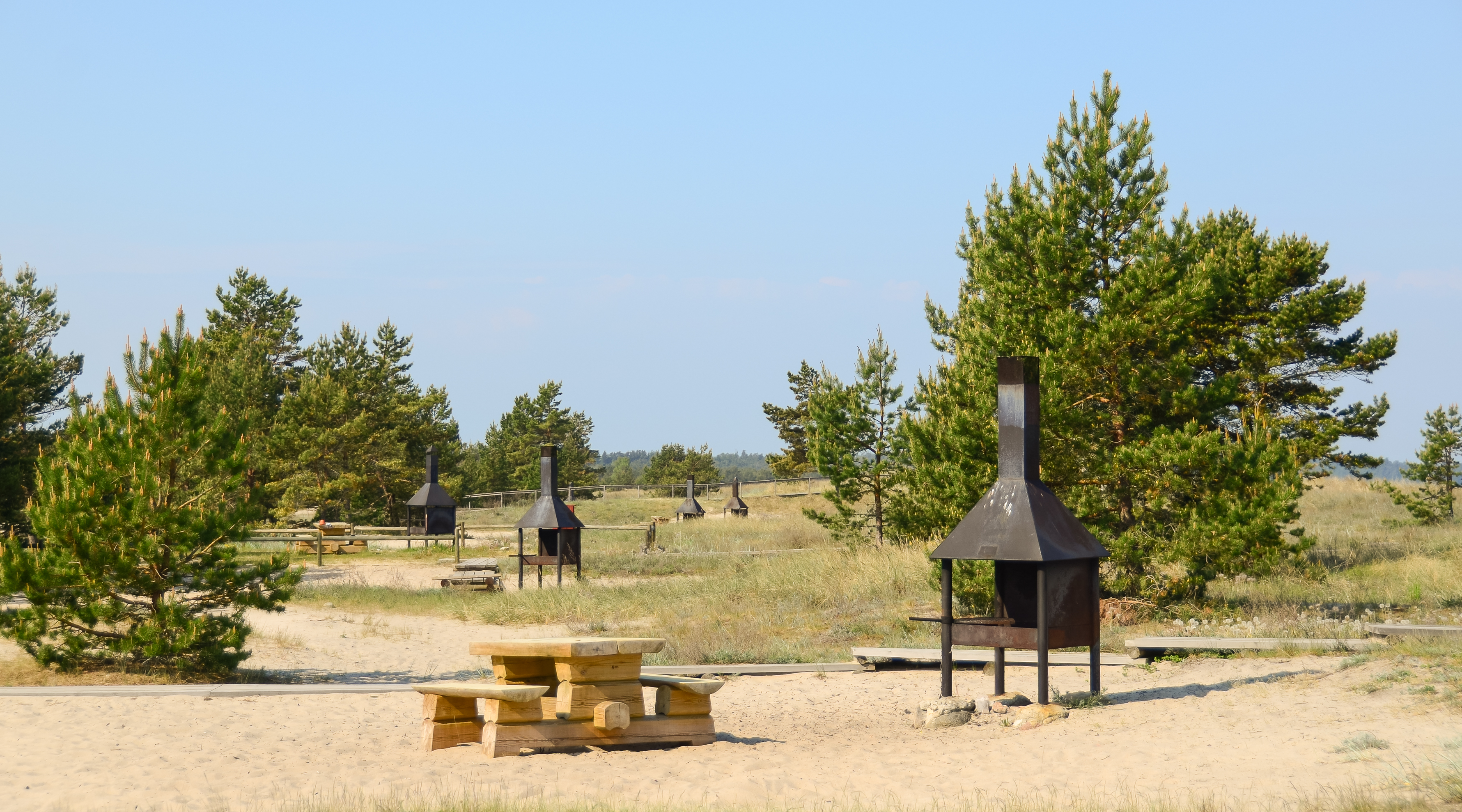
Peraküla